# خوان کارلوس فرسنادیو
خوان کارلوس فرسنادیو (اسپانیایی: Juan Carlos Fresnadillo‎؛ زادهٔ ۵ دسامبر ۱۹۶۷) کارگردان فیلم، تهیه‌کننده فیلم و نویسنده اهل اسپانیا است.
از فیلم‌ها یا مجموعه‌های تلویزیونی که وی در آن‌ها نقش داشته‌است می‌توان به ۲۸ هفته بعد و دوشیزه اشاره نمود.